# Luiz Argôlo
João Luiz Correia Argôlo dos Santos, mais conhecido como Luiz Argôlo (Entre Rios, 23 de junho de 1980), é um ex-político brasileiro filiado ao MDB. Foi deputado federal pelo estado da Bahia, e é suspeito de estar envolvido em atividades ilegais com o doleiro Alberto Youssef, tendo sido preso em abril de 2015 durante a operação Lava Jato.

## Biografia
Estudou no Colégio Estadual Monteiro Lobato, em Céu Azul, no Paraná. Iniciou o curso de Administração na Faculdade de Tecnologia e Ciências (FTC), Salvador, Bahia, sem concluir. Em 2003, cursava Administração Pública na então Universidade Regional da Bahia (posteriormente, Faculdade Regional da Bahia, UNIRB), em Salvador, mas segundo o site da Câmara dos Deputados, continua sem diploma universitário.
Foi eleito vereador pelo PFL em 2000, tornado-se presidente da Câmara dos Vereadores de Entre Rios. Logo depois assumiu a prefeitura de Entre Rios, interinamente por um ano, tornando-se um dos mais jovens prefeitos (interino) da história do país. Em 2002 elegeu-se como o quarto deputado estadual mais votado no estado da Bahia, com mais de 70.000 (setenta mil votos), reelegeu-se deputado estadual em 2006, e em 2010 foi eleito deputado federal com votação expressiva no estado da Bahia.
No início da década de 2010, idealizou o projeto Transbaião, um trem turístico no Recôncavo Baiano em parceria com a companhia concessionária Ferrovia Centro-Atlântica (FCA) e que obteve financiamento do Ministério da Cultura, porém, as viagens foram destinadas a seletos convidados de Argôlo e envolveu a oferta de outras atividades, resultando na rejeição da prestação de contas e devolução dos valores ao ministério por uso irregular dos recursos do financiamento.
Em abril de 2014 teve seu nome associado ao doleiro Alberto Youssef, por ter recebido benesses do criminoso preso. Flagrado trocando telefonemas e mensagens com Youssef, Argôlo foi acusado de manter relacionamento de promiscuidade financeira com o doleiro, suspeitando-se inclusive que tenha recebido dinheiro em espécie no apartamento funcional que a Câmara dos Deputados lhe concede para fins de moradia em Brasília.
No mesmo ano nas eleições tentou se reeleger deputado federal, não conseguindo o pleito.
Em outubro de 2014, Argôlo foi cassado pelo conselho de ética da Câmara dos Deputados por 13 votos a 4.
Em 16 de novembro de 2015, Argôlo foi condenado pela Justiça Federal do Paraná a 11 anos e 11 meses de reclusão em regime inicialmente fechado, além do pagamento de multas totalizando R$ 459.740, pelo envolvimento no Petrolão. Em dezembro de 2016 teve sua pena ampliada para 12 anos e oito meses pela 8.ª Turma do Tribunal Regional Federal da 4.ª Região.
Em abril de 2019 foi solto, após cumprimento de 4 anos de prisão em regime fechado, após acordo para pagamento de multa de 1,9 milhão de reais imposta pela condenação e remissão da pena por atividades exercidas dentro do cárcere, passando a estar sob liberdade condicional.

## Desempenho em eleições
| Ano  | Eleição           | Coligação                                                              | Partido | Candidato a      | Votos  | Resultado |
| ---- | ----------------- | ---------------------------------------------------------------------- | ------- | ---------------- | ------ | --------- |
| 2014 | Estadual da Bahia | Unidos Por Uma Bahia Melhor (DEM, PMDB, PSDB, PTN, SD, PROS, PRB, PSC) | SDD     | Deputado federal | 63.649 | Suplente  |

## Atividade partidária
Vice-líder do PPB, ALBA, 2003; vice-líder do PP, ALBA, abr. 2003-2006; vice-líder do Bloco Parlamentar, PP/ PRP, ALBA, 2007.